# Mistrzostwa Ameryki Południowej w Piłce Siatkowej Kobiet 2001
XXIV Mistrzostwa Ameryki Południowej w piłce siatkowej kobiet odbyły się w 2001 roku w Buenos Aires w Argentynie. W mistrzostwach wystartowały 4 reprezentacje. Mistrzem została po raz dwunasty reprezentacja Brazylii.

## Klasyfikacja końcowa
| Miejsce | Reprezentacja |
| ------- | ------------- |
|         | Brazylia      |
|         | Argentyna     |
|         | Wenezuela     |
| 4.      | Urugwaj       |